# Adrián Villar Rojas
Adrián Villar Rojas, född 1980 i Rosario i Argentina, är en argentinsk skulptör, installationskonstnär och videokonstnär. 
Adrián Villar Rojas utbildade sig på Escuela de Bellas Artes de Rosario i Argentina. Han svarade för Argentinas bidrag till den 54:e Venedigbiennalen 2011 och deltog i dOCUMENTA (13) i Kassel 2012.

## Offentliga verk i urval
- Mi abuelo muerto, jord, betong och trä, 2010, Akademie der Künste i Berlin i Tyskland[2]
- Mi abuelo muerto, jord, betong och trä, 2009, CCA Wattis Institute for Contemporary Arts i San Francisco, USA
- The Evolution of God, betongkuber, jord, växter,skjortor och begagnade sportskor, 2014, på High Line vid Rail Yards i New York[3]